# 維爾蒙特鎮區 (阿肯色州傑佛遜縣)
維爾蒙特鎮區（英語：Villemont Township）是位於美國阿肯色州傑佛遜縣的一個行政鎮區。

## 地方資料
維爾蒙特鎮區的面積為145.43平方千米，當中陸地面積為135.16平方千米，而水域面積為10.27平方千米。根據2010年美國人口普查的數據，當地共有人口86人，而人口密度為每平方千米0.59人。